# Echinocereus albatus
Echinocereus albatus, conocida comúnmente como alicoche blanco, bola de nieve u órgano pequeño blanco, es una especie de planta suculenta perteneciente al género Echinocereus, dentro de la familia Cactaceae. Es endémica del noreste de México (concretamente de los estados de Chihuahua y Nuevo León).   

## Descripción
Echinocereus albatus es una especie de cactus pequeño que se ramifica y forma montículos compactos que alcanzan aproximadamente 12 cm de altura y 30 cm de diámetro. Los tallos son erguidos, con una forma que varía entre ovoide y cilíndrica corta. La epidermis presenta un color verde claro, y cada tallo mide alrededor de 12 cm de alto y 4 cm de diámetro.

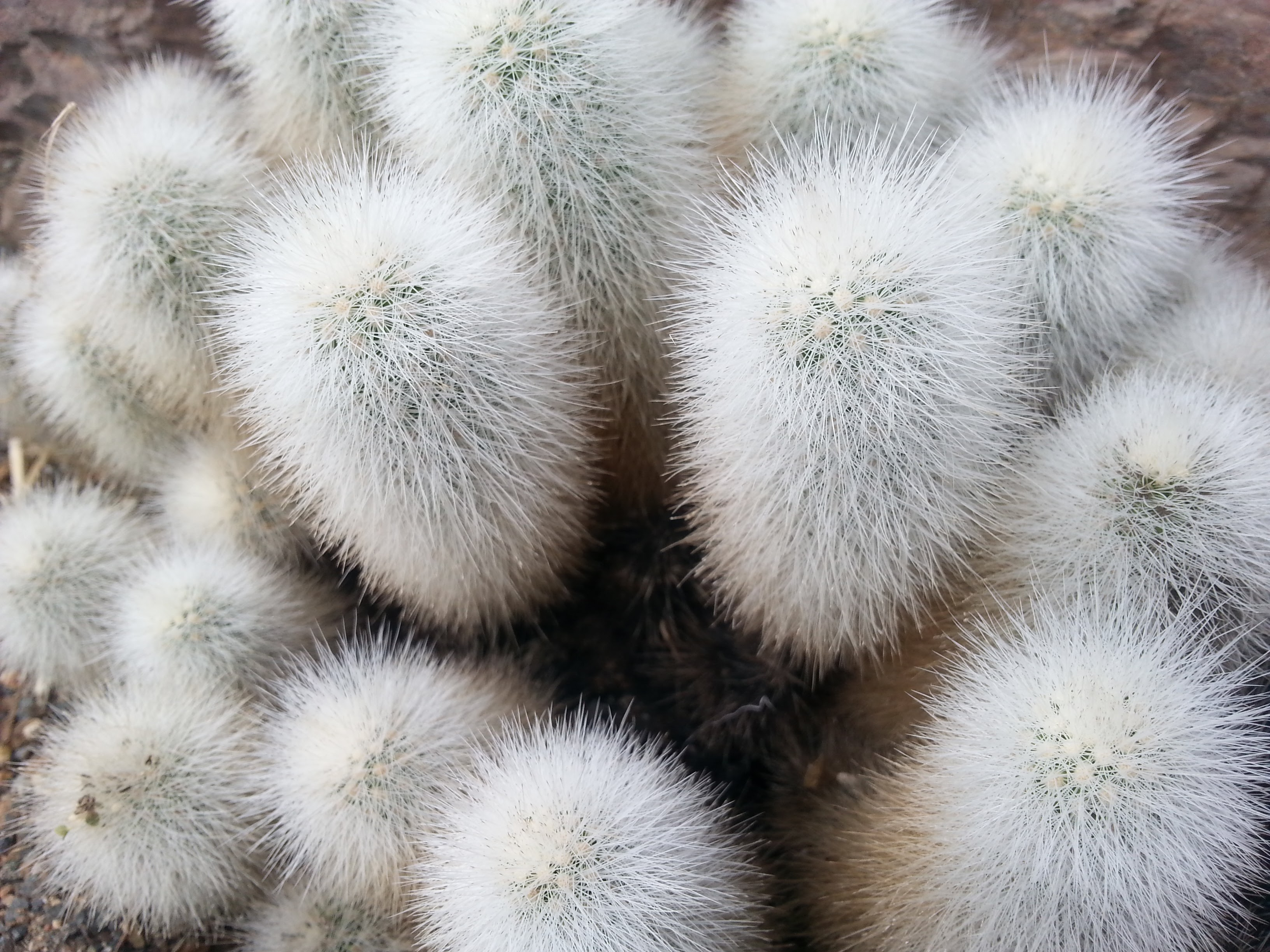
Detalle de las espinas blanquecinas

Este cactus posee entre 10 y 15 costillas ligeramente tuberculosas. Sobre las costillas se disponen areolas que contienen espinas suaves de color blanco nieve, las cuales cubren casi completamente los tallos. Las espinas tienen un tamaño corto, son erectas, delgadas y con forma de aguja. Se distinguen de 10 a 15 espinas centrales que pueden medir hasta 2 cm, y de 25 a 40 espinas radiales que varían entre 0,4 y 0,9 cm de longitud.
Las flores son grandes, con forma acampanada y estrecha, y presentan un color que va desde el rosa brillante hasta el magenta intenso. Crecen en la parte superior de los tallos, alcanzan hasta 6 cm de largo y tienen un diámetro entre 4 y 5 cm. Los estambres muestran un tono verde brillante y la floración ocurre en primavera.
Los frutos de esta especie son casi esféricos, de color lavanda rojizo y presentan espinas en su superficie.

## Distribución y hábitat
El área de distribución nativa de esta especie es el noreste de México, concretamente en los estados de Chihuahua y Nuevo León, en la Sierra Madre Oriental.

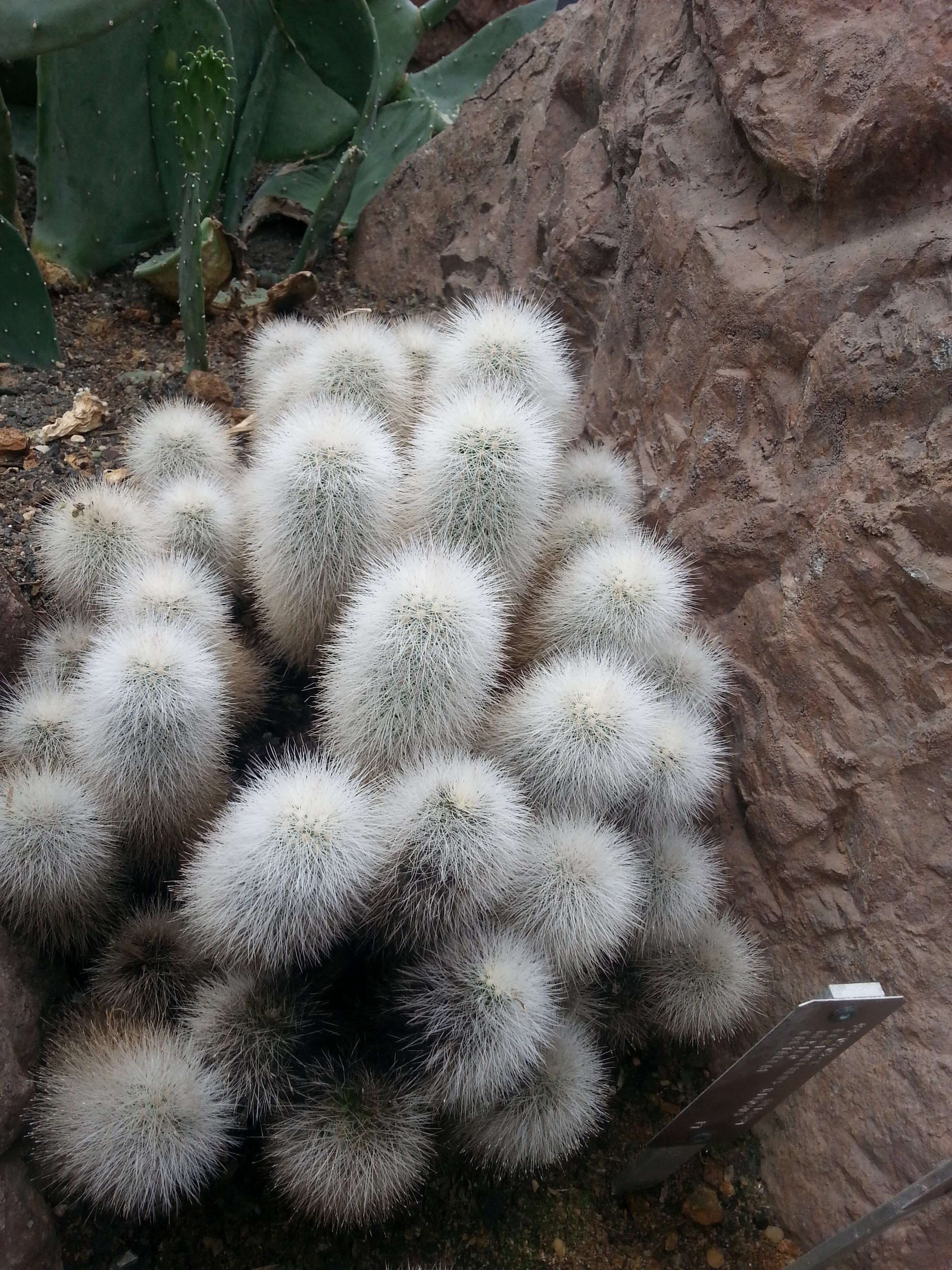
Planta en forma de montículo

Habita principalmente en biomas desérticos o de matorral seco, en hábitats montañosos hostiles. Crece en pendientes pronunciadas y pastizales con rocas calizas expuestas al sol y al viento, situados a altitudes de unos 2000 metros sobre el nivel del mar.

## Taxonomía
Echinocereus albatus fue descrita por el botánico alemán Curt Backeberg y publicada por primera vez en el libro Die Cactaceae: Handbuch der Kakteenkunde 4: 2007 en 1960.
Etimología
- Echinocereus: nombre genérico formado a partir de las palabras latinas ĕchīnus (que significa ‘erizo’) y cereus (que se traduce como 'vela' o 'cirio'), en alusión a los tallos cortos, columnares y espinosos que presentan las especies de este género.[8]
- albatus: epíteto específico que deriva de la palabra latina albare (que significa 'blanquear' o 'cubrir de blanco'), en alusión a las espinas blancas que cubren los tallos de la planta.[9]

## Estado de conservación
En la Lista Roja de Especies Amenazadas de la UICN, la especie está clasificada como “En Peligro Crítico de Extinción (CR)”, debido a su distribución extremadamente restringida y a la recolección ilegal.

## Usos
Esta especie de cactus se cultiva principalmente como planta ornamental, debido a su apariencia atractiva y a la facilidad relativa de su cultivo. Requiere un sustrato con buen drenaje, ya que es muy sensible al exceso de humedad y se pudre con facilidad. Durante el verano necesita un lugar soleado y bien ventilado, con riegos adecuados en los días calurosos. Para favorecer una buena densidad de espinas, debe recibir una buena exposición al sol.
En invierno necesita un ambiente seco, con luz y temperaturas frescas. Tolera el frío hasta aproximadamente −9 °C o menos durante periodos breves. En climas templados puede crecer bien al aire libre, siempre que se plante en suelos bien drenados. La propagación se realiza por semillas o mediante esquejes.